# Altamont (Nowy Jork)
Altamont – wieś w Stanach Zjednoczonych, w stanie Nowy Jork, w hrabstwie Albany.